# William McKie
William McKie (New Cross, 27 dicembre 1884 – Bromley, 27 marzo 1956) è stato un lottatore britannico, specializzato nella lotta libera.

## Palmarès

### Olimpiadi
- Bronzo a Londra 1908 nei pesi piuma.